# Real Club de Golf de Castiello
El Real Club de Golf de Castiello es un club deportivo de golf situado en Bernueces, Gijón (Asturias, España). 

## Historia
Se fundó el 17 de julio de 1958, por lo que es el club de golf más antiguo de Asturias. Ocupaba en régimen de alquiler unos 160.000 m² y tenía un recorrido de 9 hoyos. En 1981 se amplió hasta los 18 hoyos reglamentarios y posteriormente se añadieron nuevas fincas y se modificaron y mejoraron varios hoyos. El 19 de octubre de 1998 recibió la distinción de incorporar a su nombre primitivo el título de Real Club de Golf de Castiello y utilizar la corona en su escudo oficial. En 2004 los socios adquieren la propiedad del actual club.

## Instalaciones
Además del campo de golf cuenta con una pista de croquet, cuarto de palos, vestuario, servicio de restaurante y piscina.

## Palmarés
- Golf
  - Campeón de España Interclubes Masculino (2002, 2007, 2015 y 2023) e Interclubes Femenino (2013, 2014 y 2022)
  - Campeón de España Interclubes Mid-Amateur Masculino (2017)
  - 4° Clasificado Campeonato de Europa Interclubes Masculino en 2015 y 7º en 2023
  - 5° Clasificado Campeonato de Europa Interclubes Femenino (2013)
- Croquet
  - Campeón de España por equipos de Croquet GC en Tier 3 (2024)